# Pasikoniki
Pasikoniki (Tettigonioidea) – nadrodzina prostoskrzydłych z podrzędu długoczułkowych.
Należą tu owady o walcowatym, wydłużonym ciele, ponad 30-członowych i przekraczających długość ciała czułkach, 4-członowych stopach i jednoczłonowych przysadkach odwłokowych. Przedplecze ma zwykle wcięcia ramieniowe na płatach bocznych. Pokrywy i tylne skrzydła od dobrze wykształconych po całkiem nieobecne. Przednie odnóża z narządem słuchu na goleniach, tylne skoczne. Pokładełko samic długie, szapadziste lub sierpowate, zbudowane z 6 listewek. U samca na płytce subgenitalnej obecna para wyrostków rylcowych.
Według Orthoptera Species File do nadrodziny tej zalicza się dwie rodziny: pasikonikowate (Tettigoniidae) i wymarłe Haglotettigoniidae. Natomiast zespół Songa i innych na potrzeby analizy filogenetycznej prostoskrzydłych z 2015 roku uznał Tettigonioidea za takson monotypowy, zawierający tylko pasikonikowate.